# Kvíárjökull
De Kvíárjökull is een gletsjer in het zuiden van IJsland.
De gletsjer is een uitloper van de Öræfajökull. Voor de gletsjer ligt een voor IJslandse begrippen hoge eindmorene, de Kvíárjökulskambur, van bijna 100 meter hoog. Het smeltwater loopt van het gletsjermeer via de Kvíá naar zee.